# CORO2A
CORO2A‏ (Coronin 2A) هوَ بروتين يُشَفر بواسطة جين CORO2A في الإنسان.